# Су251-86
Су251-86 — пассажирский паровоз типа 1-3-1 серии Су, выпущенный заводом «Красное Сормово» в 1949 году. После отставки от работы и длительного нахождения в резерве, в 2008 году силами энтузиастов был восстановлен и ныне эксплуатируется в депо Цветково Одесской железной дороги (Украина).

## История
С завода Су251-86 был отправлен на Приднепровскую (Сталинскую) железную дорогу в депо Мелитополь. Паровоз относится к послевоенным Су (так называемого типа 1947 года), которые отличаются от довоенных Су (типа 1935 года, третьего выпуска) увеличенной площадью пароперегревателя, что позволило повысить температуру перегретого пара, а следовательно повысить экономичность паровоза в целом. Также ряд элементов конструкции был унифицирован с элементами выпускавшегося в это время серийно паровоза Л, а сам паровоз Су251-86 относился к партии паровозов с изменённым парораспределением. В 1960-х в связи с переводом дороги на более современные типы локомотивов (тепловозы), паровоз был отставлен от эксплуатации и переведён на базу запаса.
После распада СССР, паровоз вместе с базой неоднократно менял владельцев. В 2008 году его выкупила Ассоциация сохранения истории железных дорог Украины (укр. Асоціація Збереження Історії Залізниць України). Восстановление локомотива осуществлялось в локомотивном депо ТЧ-5 Цветково (Одесская железная дорога) силами более сотни энтузиастов. В ходе капитального ремонта у паровоза были практически полностью заменены экипажная часть и паровой котёл. К 2009 году паровоз был восстановлен до рабочего состояния. В ноябре реконструированный Су251-86 приехал в Львов к 150-летию прибытия первого поезда на Украину, а впоследствии стал совершать периодические поездки в составе ретро-поездов. Последние известные поездки паровоза прошли 1 мая 2012 года по маршруту им. Тараса Шевченко — Черкассы — им. Тараса Шевченко; 4 ноября 2012 года — им. Тараса Шевченко — Золотоноша — им. Тараса Шевченко. 1 ноября 2014 года — им. Тараса Шевченко — Знаменка-Пассажирская — им. Тараса Шевченко.